# Pala Buronzo
La Pala Buronzo è un dipinto di Gerolamo Giovenone conservato nella Galleria Sabauda di Torino.
L'opera, che rappresenta la Madonna col Bambino fra i santi Abbondio e Domenico, la committente Ludovica Buronzo ed i figli Pietro e Gerolamo, è una tempera su tavola, firmata e datata (1514).

## Storia e descrizione
La Pala Buronzo fu realizzata per la cappella di Sant'Abbondio nella chiesa di San Paolo in Vercelli. Passata al mercato antiquario, fu donata alla Galleria Sabauda nel 1836, pochi anni dopo la sua apertura.
 La Madonna, che indossa un manto verde scuro sopra una veste di color rosso pallido, regge in grembo il Bambino, ritto in piedi, con lo sguardo e la mano destra protesi verso il volto composto della Madre. La Madonna è assisa su un trono ligneo, con un alto schienale ed un baldacchino foderati in rosso. Rosso è anche il tappeto posto sulla base e che sorregge, sulla parte frontale, un cartiglio che reca il nome dell'autore e la data dell'opera.
Attorno al trono si erge un'irreale architettura lignea, formata da archi ornati di rosoni e di conchiglie, che reggono una cupola che scompare nella parte alta del quadro. L'apertura degli archi lascia scorgere sullo sfondo un arioso paesaggio montano. Attorno alla Madonna in trono, sulle forme geometriche di un elegante pavimento, si svolge la consueta scena della presentazione dei committenti da parte dei loro santi protettori.
Ludovica Buronzo sta sulla sinistra, inginocchiata ed a mani giunte, elegante nel suo nero manto vedovile e nel leggerissimo velo che le incornicia il capo ed il volto, mentre un barbuto sant'Abbondio, con la tiara, il pastorale d'argento ed i preziosi paramenti sacri, simboli del suo status di santo vescovo, le poggia, con gesto protettivo, una mano sulla spalla. Sulla destra del trono, san Domenico, reso riconoscibile dall'abito prescritto dalla sua regola ed il tradizionale ramo di gigli bianchi, poggia lievemente le dita della mano sul capo di uno dei due biondissimi figli di Ludovica.
I due bimbi, posti in basso, nell'angolo sinistro della pala, costituiscono il principale punto d'attrazione del quadro. Stanno inginocchiati con le manine in preghiera, quasi ad imitare la madre; nessuno osa guardare la Madonna col Bambino. Pietro, il più grande, nella su elegante veste di color porpora, cerca deciso lo sguardo di sua madre, come a volerne verificare l'approvazione; Gerolamo, il più piccolo, vestito di scuro, sembra non riuscire a tenere la posizione di profilo: volge lievemente il capo verso la madre, con sguardo un po' sonnolento e spaesato.